# Габріель Габріо
Габріе́ль Габріо́ (англ. Gabriel Gabrio, при народженні — Едуа́рд Габріе́ль Лельє́вр (фр. Édouard Gabriel Lelièvre); 13 січня 1887, Реймс, Марна, Франція — 31 жовтня 1946, Бершер-сюр-Вегр, Ер і Луар) — французький актор театру і кіно, чия кар'єра почалася в епоху німого кіно 1920-х років і тривала більш двох десятиліть.

## Біографія
Едуар Габріо (Едуард Габріель Лельєвр) народився у місті Реймсі департаменту Марна у Франції. Був наймолодшим з 16-ти дітей у сім'ї. Його батько працював у підвалах шампанських вин Pommeray Champagne. У дитячі роки захоплювався ляльковим театром; подорослішавши навчався на художника по склу, але згодом вирішив стати сценічним актором.
З початком Першої світової війни Габріо був призваний до лав Французької армії та протягом чотирьох років брав участь у бойових діях. Після демобілізації приїхав до Парижа, де грав на сценах кількох столичних театрів, зокрема в постановках за творами Бернарда Шоу та Вільяма Шекспіра.

## Кар'єра у кіно
Габріель Габріо дебютував в кіно у 1920 році, знавшись у фільмі Жермени Дюлак «Іспанське свято». У 1924 році режисер Анрі Фекур обрав Габріо для виконання головної ролі Жана Вальжана в своїй екранізації роману Віктора Гюго «Знедолені» (1925). Участь у фільмі принесла актору славу.
Наприкінці 1920-х років Габріель Габріо знявся у декількох фільмах зарубіжних режисерів, зокрема в своєму єдиному фільмі англійською мовою «Нерозлучні» (1929) режисерів Аделькі Мільяр та Джона Стаффорда.
Габріель Габріо активно знімався у 1930-х роках і після приходу звукового кіно. Серед найзначніших його ролей цього періоду — ролі Цезаря Борджіа у фільмі Абеля Ганса «Лукреція Борджіа» та гангстера Карлоса у фільмі 1937 року «Пепе ле Моко» режисера Жульєна Дювів'є, де партнером Габріо по знімальному майданчику був виконавець головної ролі Жан Габен.
Акторську кар'єру Габріо продовжував і після вступу Франції у Другу світову війну. У 1942 році він узяв участь у фільмі Марселя Карне «Вечірні відвідувачі», прем'єра якого відбулася 5 грудні 1942 року в окупованому Парижі.
У 1943 році через проблеми зі здоров'ям Габріель Габріо відмовився від подальшої акторської кар'єри та поселився у комуні Бершер-сюр-Вегр на заході Франції, де й помер 31 жовтня 1946 року у віці 59-ти років. В пам'ять про актора його іменем було названо одну з вулиць містечка.

## Фільмографія (вибіркова)
| Рік  | Українська назва                | Оригінальна назва                   | Роль             |
| ---- | ------------------------------- | ----------------------------------- | ---------------- |
| 1920 | Іспанське свято                 | La fête espagnole                   |                  |
| 1925 | Знедолені                       | Les misérables                      | Жан Вальжан      |
| 1926 | Вічний жид                      | Le Juif errant                      | Дагобер          |
| 1927 | Дуель                           | Le duel                             | Деброль          |
| 1930 | Винний льох                     | La bodega                           | Ферман           |
| 1930 | Лист                            | La lettre                           | Філіп Беннетт    |
| 1931 | Веселі серця                    | Coeurs joyeux                       | Олів'є           |
| 1932 | Дерев'яний хрест                | Les croix de bois                   | Сульпран         |
| 1933 | Безіменна вулиця                | La rue sans nom                     | Фіокл            |
| 1935 | Диявол у пляшці                 | Le diable en bouteille              | Моньє            |
| 1935 | Циганський барон                | Le baron tzigane                    | Коломан Жупан    |
| 1935 | Лукреція Борджіа                | Lucrèce Borgia                      | Чезаре Борджіа   |
| 1935 | Легка кавалерія                 | Cavalerie légère                    | Керубіні         |
| 1936 | Очима Заходу                    | Sous les yeux d'Occident            | Микита           |
| 1936 | Пепе ле Моко                    | Pépé le Moko                        | Карлос           |
| 1937 | Жиголетта                       | Gigolette                           | Ваугелін         |
| 1937 | Фонтани у вогні                 | Puits en flammes                    | Корсум           |
| 1937 | Оживлення                       | Regain                              | Пантурле         |
| 1938 | Історія одного життя            | Giuseppe Verdi                      | Оноре де Бальзак |
| 1939 | Другий відділ проти комендатури | Deuxième bureau contre kommandantur | Гейм             |
| 1939 | Корсар                          | Le corsaire                         |                  |
| 1942 | Вечірні відвідувачі             | Les visiteurs du soir               | кат              |
| 1943 | Пекельна долина                 | Le val d'enfer                      | Ноель Б'єнвеню   |